# دریاچه مارتیگنانو
دریاچه مارتیگنانو (انگلیسی: Lake Martignano)
نام یک دریاچه کوچک است که در استان لاتزیو، ایتالیا در فاصله ۲۴ کیلومتری شمال رم واقع شده است.